# Lokomotiva S 699.0
Lokomotiva řady S 699.0 (tovární typ Škoda 32E) byla vyrobena v roce 1963 v počtu jediného kusu. Stalo se tak v plzeňských Škodových závodech, tehdy zvaných Závody V. I. Lenina v Plzni.
Jde o první lokomotivu na světě s laminátovou karosérií. Rovněž to bylo poprvé, co se na projektu železničního stroje v Československu podílel výtvarník-designer, a to prof. Otakar Diblík z VŠUP Praha. S délkou 20 000 mm přes nárazníky a váhou 126 tun patří 32 E mezi největší a nejtěžší československé lokomotivy. Zároveň se stala v době svého vzniku nejvýkonnější škodováckou lokomotivu s trvalým výkonem 4620 kW.
Pojezd tvoří dva třínápravové podvozky, u nichž jsou použity ocelové šroubové válcovité pružiny. V každém podvozku jsou uloženy tři stejnosměrné sériové trakční motory, pohánějící nápravy ozubeným převodem. Lokomotiva již měla také křemíkové diodové usměrňovače, elektrodynamickou brzdu a další novinky. Střídavý proud 25 kV 50 Hz byl přiváděn do transformátoru s regulací na straně vysokého napětí. Z něj byl proud usměrňován v trakčním usměrňovači, který byl vždy po jednom pro každý podvozek. Jeden trakční sériový stejnosměrný motor měl trvalý výkon 770 kW, takže se jednalo o velmi výkonnou lokomotivu. Novinkou bylo také instalování krokového řízení s řídícím segmentem místo řídícího kola podle čs. patentu a zařízení pro automatický rozjezd.
Z bran plzeňské Škodovky vyjela lokomotiva S 699.001 dne 28. prosince 1963 pod továrním označením 32 E s výrobním číslem 4804. Bylo s ní uvažováno pro dopravu osobních i nákladních vlaků. Lokomotiva byla zkoušena na trati Plzeň-Horažďovice předměstí. ČSD řadu S 699.0 však nakonec neobjednaly. Pro tratě, které byly v té době elektrizovány střídavou soustavou byla poněkud předimenzovaná a v některých úsecích s oblouky o malých poloměrech nevyhovovala svými třínápravovými podvozky. Proto daly ČSD na těchto tratích přednost čtyřnápravovým strojům S 489.0, pro něž byla lokomotiva S 699.001 přímým vzorem. Koncem června 1965 byla lokomotiva 32 E zkoušena na náročné trati Bulharských železnic Gorna Orjachovica–Ruse. Po svém návratu do Škody Plzeň byla vystavována na podzimním brněnském strojírenském veletrhu. 12. 12. 1965 byla prodána pro potřeby Železničního zkušebního okruhu v Cerhenicích. 

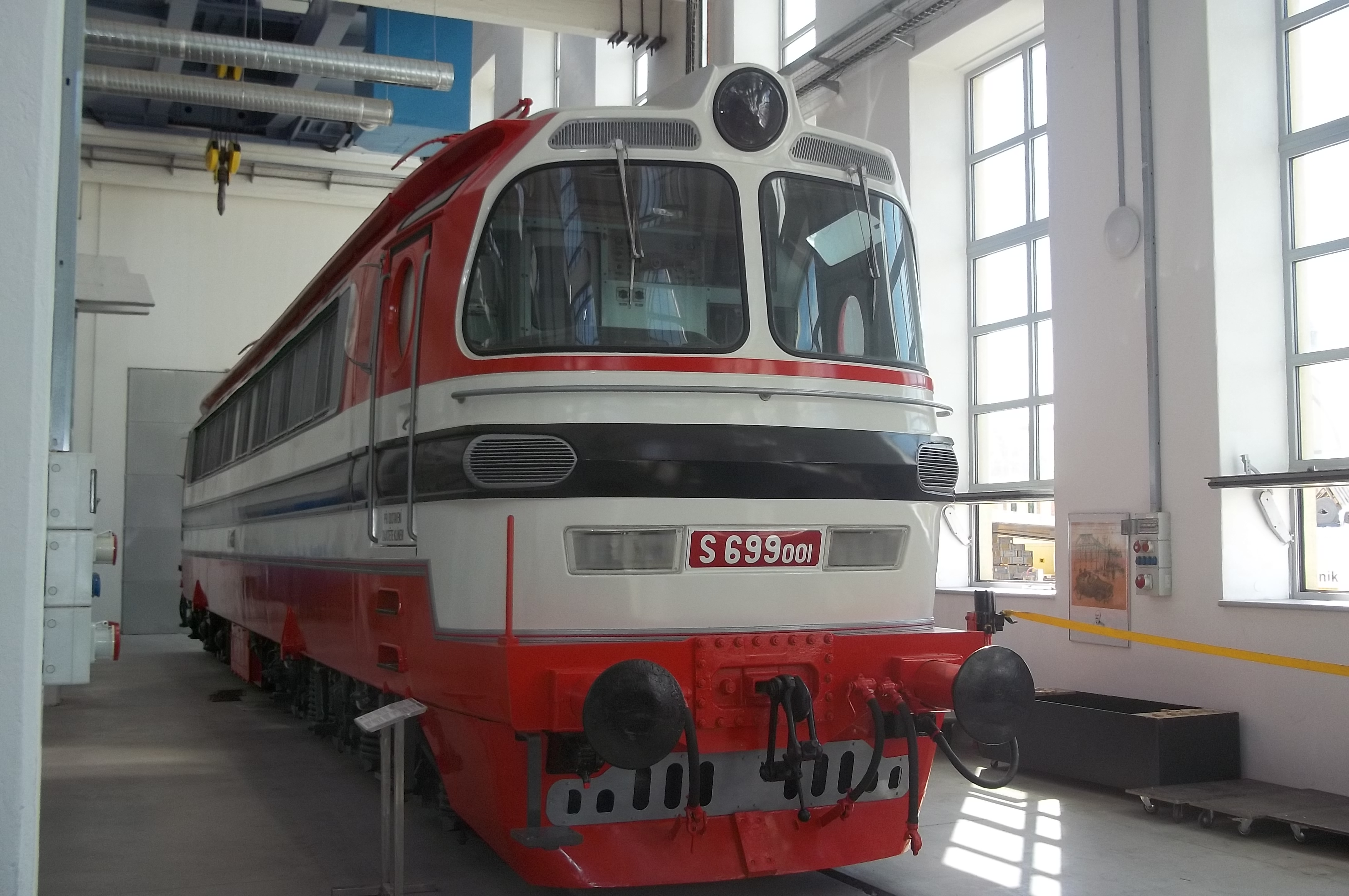
S 699.0.

V letech 1966-1967 byla pro potřeby ŽZO rekonstruována. Byly jí instalovány nové podvozky se změněným převodem na poměr 2,18, čímž se zvýšila maximální rychlost lokomotivy na 160 km/h. Rovněž byl zvýšen celkový trvalý výkon na 4 920 kW. 
Vnějších změn na lokomotivě za dobu jejího provozu nebylo provedeno mnoho. Kromě krytů patek nárazníků a táhlového ústrojí, bylo ještě na čelech dodatečně instalováno podokenní madlo. Původní červeno-bílý nátěr s černým podélným pruhem byl v Kolíně zřejmě v souvislosti s přípravou na vystavení na veletrhu změněn na schéma, podle kterého byly natírány později vyráběné čtyřnápravové „laminátky“, tedy kombinaci červeno-žluto-šedou. 
Používala se při chodových zkouškách osobních a nákladních vozů i hnacích vozidel na okruhu ve Velimi. 21. 1. 1981 se lokomotiva při jízdách na malém okruhu vzňala. Nikdy potom už nebyla opravena do provozuschopného stavu. V letech 1981–1991 byla sporadicky využívána na zkušebním okruhu jako mrtvá zátěž.
V roce 1991 byla odeslána do depa v Brně-Maloměřicích. Tam byla odstavena až do roku 1998, kdy byla přetažena do areálu Škody Plzeň. Tady pak čekala dalších dvanáct let na svou renovaci, kterou provedlo až Techmania Science Center, jež jí do svých expozic uvedlo spolu s lokomotivou Škoda 2ELo v rámci rekonstrukce technických památek, na něž poskytl finance operační program ROP Jihozápad.
V současné době[kdy?] je k vidění v expozici Železničního depozitáře Národního technického muzea v Chomutově.